# Callistochiton crosslandi
Callistochiton crosslandi är en blötdjursart som beskrevs av William Henry Sykes 1907. Callistochiton crosslandi ingår i släktet Callistochiton och familjen Ischnochitonidae. Inga underarter finns listade i Catalogue of Life.